# Bark Psychosis
Bark Psychosis es un proyecto musical y banda de post-rock inglés del este de Londres formado en 1986. Fue una de las bandas citadas por Simon Reynolds al acuñar "post-rock" como estilo musical en 1994, y por lo tanto es considerada como una de las bandas clave en la definición de este género.
Originalmente el grupo lo componían Graham Sutton, Daniel Gish, John Ling y Mark Simnett. Esta formación (con contribuciones de otros miembros no permanentes) grabó la mayoría de los primeros EP y el álbum seminal de 1994 Hex. Sutton se ha mantenido a lo largo del tiempo como el componente central del grupo. En la actualidad Bark Psychosis se ha convertido en un proyecto flexible de actividad intermitente apoyado por una lista de músicos invitados (incluyendo al guitarrista experimental Colin Bradley -de Dual- y al baterista de Talk Talk Lee Harris).

## Sonido e influencias
El sonido de Bark Psychosis ha cubierto varios estilos musicales, incluyendo minimalismo, indie rock introvertido, psicodelia, post-punk, cool jazz, noise mecánico/industrial y música electrónica de baile. Sin embargo su música se caracteriza fundamentalmente por una sensación de espacio acústico, atmósferas malhumoradas, voces murmuradas, letras abstractas pero emocionales, y una mezcla particularmente sensible de instrumentación electrónica y acústica. Bark Psychosis también destaca por un rango dinámico extremo, que va desde canciones tocadas silenciosamente y susurradas como "I Know" o "Absent Friend" hasta atronadores riffs metálicos ("Murder City") o capas ensordecedoras de ruido eléctrico (la primera mitad de la pista "Hex").
La música de Bark Psychosis también es notablemente melódica y expresiva, y posiblemente debe algo a la tradición del rock pastoral inglés. Entre sus seguidores se encuentran muchos fanes del rock progresivo debido a su perspectiva experimental y a la amplia variedad de instrumentación atmosférica que emplean. Sin embargo, al propio Sutton parece incomodarle esta asociación, sobre la cual afirma: "a veces la gente nos compara con Pink Floyd, y son solo músicos muy virtuosos técnicamente. Yo estoy más interesado, realmente, en sentir..."
La banda comenzó su andadura como un proyecto adolescente de versiones de Napalm Death, lo que refleja el interés inicial de los miembros por el ruido extremo. Otras influencias de estos primeros tiempos son Sonic Youth, Talk Talk, Butthole Surfers, Big Black, Swans y Joy Division. Graham Sutton también ha expresado su interés constante por el dub, el jazz y la música clásica, así como su aprecio por la obra de Nick Drake.
El desarrollo musical de Bark Psychosis también se ha caracterizado por la inquietud, que ha contribuido a la falta histórica de estabilidad de la banda y, al mismo tiempo, a estimular su creatividad. En otra entrevista de 1994, Sutton declaró: "Lo más importante de pertenecer a esta banda es no repetirse nunca. Siempre he tratado de sorprenderme tanto a mí mismo como a los demás, echando abajo los prejuicios de la gente sobre lo que eres y todo eso. Realmente me encanta dar la impresión equivocada a todo el mundo. O darle la vuelta a las cosas. Por ejemplo, un tema puede sonar dulce inicialmente sin serlo. O viceversa."

## Historia

### Formación y primeros años (1986–1988)
Bark Psychosis se formó en Snaresbrook, Essex, en 1986, surgiendo de la escena musical experimental del este de Londres de 1980 que también encumbró a A.R. Kane y Disco Inferno. Los dos miembros originales, Graham Sutton (guitarra, voz) y John Ling (bajo, voz) eran amigos de la escuela. Ambos tenían 14 años en el momento en que fundaron la banda, llevando a cabo sus experimentos iniciales utilizando una grabadora de 4 pistas y una caja de ritmos. En enero de 1988 Ling y Sutton (ambos de 16 años) dejaron la escuela para dedicarse a la música a tiempo completo. Reclutaron al baterista Mark Simnett, quien anteriormente había hecho trabajo comunitario en la iglesia de San Juan, Stratford.
Utilizando la conexión de Simnett con la iglesia montaron un local de ensayo en la cripta de San Juan, un lugar que posteriormente continuaría desempeñando un papel importante en su música. El trío pasó el resto de 1988 ensayando y componiendo material original, durante el cual tanto Sutton como Ling comenzaron a experimentar con los teclados y los samples digitales. Unos cuantos conciertos -con poco público- vinieron a continuación a finales de año. Uno de ellos contó con la asistencia de Nick Allport y Vinita Joshi del pequeño sello independiente del este de Londres Cheree Records. Impresionado por la banda, Cheree inmediatamente se ofreció a lanzar sus primeras grabaciones. Durante este período un segundo guitarrista, Rashied Garrison, se incorporaría brevemente al grupo. Garrison había tocado previamente en The Moons, una banda de apoyo de Bark Psychosis en sus primeros shows. Sin embargo, su permanencia en la banda terminó siendo bastante corta y más tarde se convertiría en "un periodista temido", el guitarrista de Good Time Pony y el líder de The Repton Oaks.

### Sencillos en Cheree y primeras actuaciones en directo (1988-1990)
El primer tema grabado por Bark Psychosis aparece en el flexi-disc Clawhammer de 1988 (lanzado en Cheree y compartido con Fury Things y Spacemen 3). En ese momento la banda había recuperado su formación original como trío. Seis años más tarde (en la víspera del lanzamiento del álbum Hex), Sutton se mostraría muy crítico con este, llegando a repudiarlo. El debut oficial de Bark Psychosis fue el sencillo de 12 pulgadas de 1989 "All Different Things/By Blow", para el cual la banda contó con una cantante extra, Sue Page. En 1994, Sutton recordó:
"En esta etapa éramos tan ingenuos que no sabíamos cómo funcionaban las cosas, cómo funcionaba en general todo el negocio de la música. Trabajamos dos noches, de 12 a 8, y le entregamos el resultado a (Cheree)... [Cuando entramos a grabar "All Different Things"] esa era la primera vez que entrábamos propiamente en un estudio. Básicamente tenía las manos sobre los faders, y, cuando surtió efecto, me fui a los faders, por aquel entonces no sabía nada al respecto. Cuando estábamos mezclando "By Blow" terminamos distorsionando el DAT y ni siquiera nos dimos cuenta porque los monitores estaban a un volumen altísimo en la sala de control. Es agradable, ingenuo y todo lo demás, pero es bastante basura al mismo tiempo".
El debut oficial de la banda en directo (dejando aparte las actuaciones escolares) tuvo lugar en The Sir George Robey en Finsbury Park, Londres, apoyando a Extreme Noise Terror. A continuación, rápidamente vinieron varias giras con The Telescopes, Cranes y Spiritualized. En 1990, con Sue Page todavía a bordo, Bark Psychosis lanzó un EP de 12 pulgadas llamado "Nothing Feels" (respaldado con "I Know"). Sutton más tarde recordaría: "El segundo sencillo lo constituían dos temas que estábamos tocando en ese momento. Simultáneamente, nuestros directos eran completamente diferentes. Eran muy, muy ruidosos y extremos en ambos sentidos."
En ese momento Bark Psychosis ya se estaban labrando una reputación como una de las bandas más impredecibles e innovadoras de Gran Bretaña en directo, con un altísimo grado de espontaneidad y emoción en sus conciertos. Sus grabaciones, sin embargo, tendían más hacia lo atmosférico y lo melódico, evitando muchos de los "clichés" de rock estándar, como los solos interminables y las letras automitificantes: más allá de sus ritmos y melodías, la banda mantuvo su apuesta por la abstracción y las texturas. Refiríendose a su evolución musical en ese momento, Sutton comentaría posteriormente: "Por alguna razón algo se me dio la vuelta un día y caí en la cuenta de que el silencio podría tener un impacto mucho mayor que el ruido estruendoso... El espacio y el silencio son las herramientas más importantes que puedes usar en la música. Me obsesioné mucho con eso".

### Un año en el desierto; contrato con 3rd Stone Ltd.; elManmanEP (1990-1991)
Después de haber firmado un contrato formal de grabación con Cheree, Bark Psychosis se encontró inmediatamente consternada por los cambios en la gestión de la discográfica. Los dos nuevos patrocinadores comerciales de Cheree serían descritos posteriormente por Sutton como "un par de estafadores que, en realidad, habían engañado a bastante gente," con conexiones con varios negocios turbios, incluyendo la pornografía. La banda renegó de su contrato y pasó un año tratando de dejar atrás esta situación, tiempo durante el cual Sue Page abandonaría el grupo. El muy necesario apoyo administrativo y financiero durante este período fue proporcionado por el amigo de la banda Rudi Tambala de A.R. Kane. Sutton ha comentado: "Ese año fue criminal. Intentar escapar de Cheree fue un maldito infierno. Después de ello tuve muchos problemas. Estuve de okupa e hice muchas cosas que no debería haber hecho. Esto causó muchos problemas".
Finalmente, el contrato de la banda con Cheree fue comprado por 3rd Stone Ltd., el sello discográfico alternativo con sede en Corby que se había fijado en la banda gracias a la reputación de sus sencillos iniciales. El lanzamiento debut de Bark Psychosis para 3rd Stone -el Manman EP de 1991- mostraba influencias claras del techno y la música concreta. El potencial de la banda aumento de forma espectacular gracias a la incorporación del teclista y encargado de los sintetizadores Daniel Gish (anteriormente en Disco Inferno). A estas alturas el interés de Sutton y Ling por el sample digital y la programación se había vuelto mucho más evidente. A partir de ese momento el sample se convirtió en una característica importante del sonido Bark Psychosis, combinándose con el efecto de las propias influencias de Gish (que incluía a Kraftwerk, New Order, The The y Dead Can Dance). Sutton comentaría posteriormente, "hasta cierto punto, cada grabación que hacemos es una reacción a lo que vino antes de él."

### El sencilloScum(1992)
En 1992 Bark Psychosis lanzó un sencillo de gran éxito llamado Scum, una inquietante pieza ambiental de 21 minutos improvisada y grabada en directo en el "hogar" de la banda en la Iglesia de San Juan. Recordando las circunstancias varios años más tarde, Sutton admitió que "teníamos que grabar un sencillo, pero no teníamos ningún tema que fuera adecuado para ello. Queríamos hacer algo completamente nuevo y arriesgarnos en cierta medida. [...] No teníamos ni un solo tema cuando empezamos, así que nos dimos diez días para grabar un 12 pulgadas y eso es lo que salió... Es probablemente el disco más espontáneo que hemos hecho".
Scum experimentó con el uso del espacio y la dinámica extrema, con música que variaba entre mínimos acordes jazzy, tambores acústicos etéreos, ruido estruendoso de guitarra, ambiente espacial y fragmentos vocales aleatorios. 
En cuanto a los repentinos estallidos de voces indistintas que puntuaban el sencillo, Sutton señaló que "era algo con lo que nos encontramos en la iglesia. Una de las noches de grabación había una reunión pentecostal en el cuarto trasero, así que nos acercamos a su puerta y lo grabamos porque sonaba genial". 
El sencillo atrajo la atención de la prensa (siendo galardonado como Single of the Week en Melody Maker entre otros reconocimientos) haciendo crecer la demanda de un álbum.

### La grabación deHex(1992–93)
En noviembre de 1992 Bark Psychosis comenzó a grabar su álbum debut autoproducido que se llamaría Hex. La grabación del álbum consolidó las ideas que la banda había explorado en Scum. Al igual que en Scum, las sesiones aprovecharon al máximo la acústica natural de la Iglesia de San Juan, junto a otras grabaciones realizadas en estudios en Bath, Brighton y Londres. 

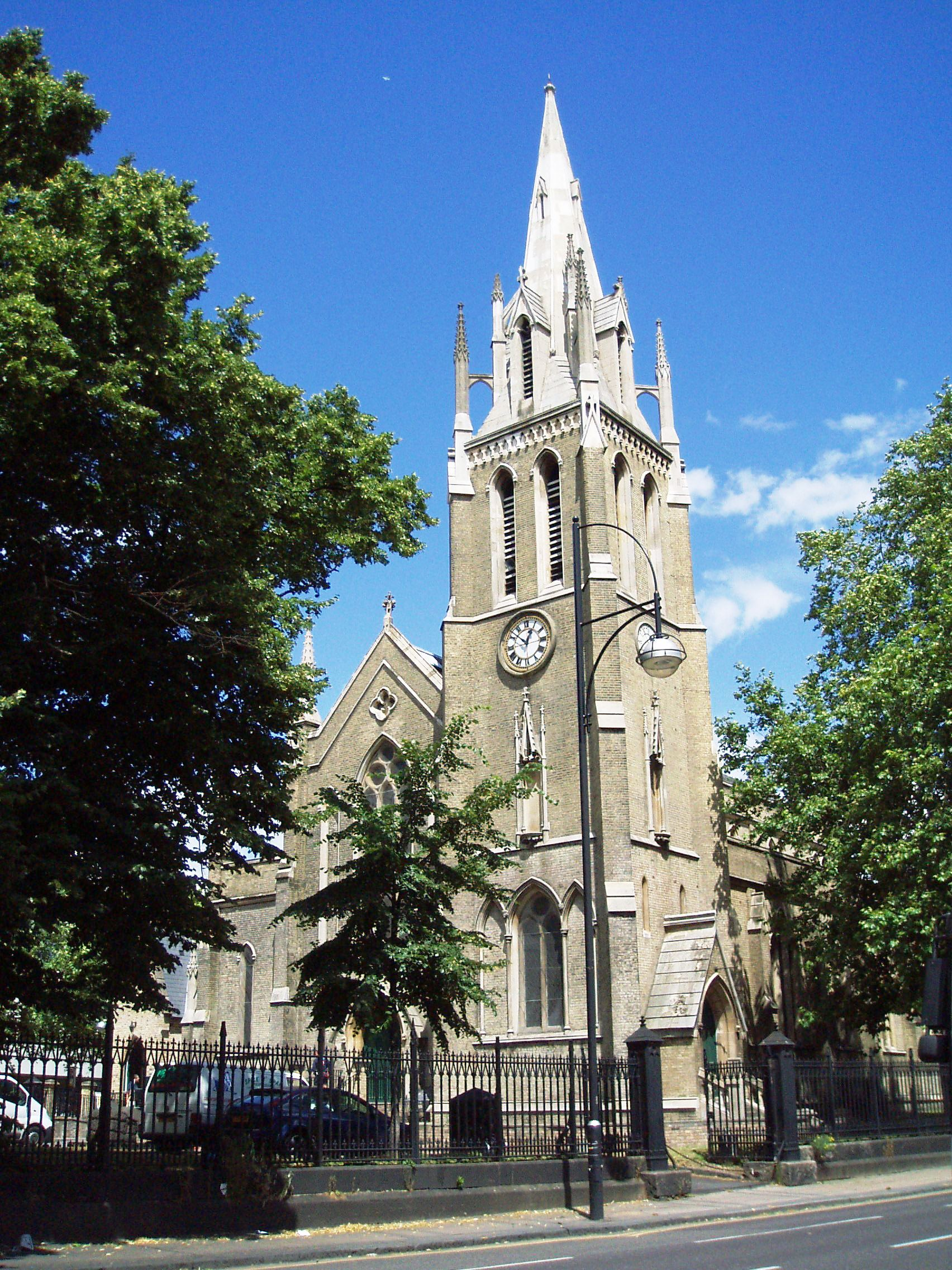
Iglesia de San Juan, Stratford – lugar de grabación de Scum y Hex

En una entrevista para el fanzine Weedbus, Sutton comentó:
"Si estuvieras haciendo una película o algo que necesitara de efectos especiales, -por ejemplo, un tren pasando por un acantilado-, entonces, o bien construyes un pequeño modelo y lo simulas, o bien puedes conseguir un tren real porque eso probablemente va a ser más efectivo. Queríamos capturar la acústica real en lugar de simular todo con un ordenador. Una gran cantidad de teclados pueden sonar muy sosos por lo que tienes que enfocar la grabación de una manera diferente. Queríamos tener un límite arenoso. Teníamos un sistema de megafonía y lo colocamos en una iglesia, una iglesia realmente enorme en Stratford, al este de Londres, justo al lado de una gran isleta de tráfico, así que tuvimos que hacerlo bien entrada la noche cuando no había tráfico! Teníamos los teclados saliendo por el sistema de megafonía y los micrófonos en el otro extremo de la iglesia. Creó un ambiente muy interesante..."
Hex contó con los músicos invitados Duke String Quartet, el trompetista de Animals That Swim Del Crabtree, Phil Brown en la flauta, y Neil Aldridge y Dave Ross a cargo de percusión variada. La banda también llamó al vibrafonista Pete Beresford (el padre de uno de los amigos de Sutton).
La grabación de Hex resultó ser tortuosa, con un montón de luchas internas debidas a la terquedad y al carácter dominante de Sutton. La banda interrumpió las sesiones de grabación del álbum el 31 de enero de 1993 para tocar un concierto único en el club de jazz Ronnie Scott en Londres. Esta sería su última actuación juntos como cuarteto.
Dos miembros de Bark Psychosis abandonarían durante las sesiones restantes. El primero fue Daniel Gish, cuya salida fue anunciada formalmente en Melody Maker el 18 de diciembre de 1993. Gish se referiría a la "falta de apoyo de la compañía discográfica" como su principal motivo para irse, con Sutton comentando, "todo lo que puedo decir es que la separación fue amistosa". La última canción de las sesiones ("Big Shot") fue grabada por los tres miembros restantes. Una vez terminado Hex John Ling también dejó Bark Psychosis, sintiéndose "quemado e incapaz de tocar", supuestamente debido al estrés de grabar el álbum. Ling no volvería a la banda. Posteriormente dejaría el negocio de la música para pasar un tiempo viajando por el mundo y trabajar, más tarde, como enfermero psiquiátrico, así como a fundar su propia familia. Muchos años más tarde, Sutton admitiría: "Sé que puede ser 'difícil' trabajar conmigo; discutimos mucho y yo lucho con uñas y dientes por lo que creo. John tuvo un problema con eso y optó por irse".

### El lanzamiento deHex(principios de 1994)
En enero de 1994 la banda lanzó "A Street Scene" como sencillo. Aunque los planes para tocar en directo habían sido modificados inicialmente por la marcha de John Ling, la banda llevó a cabo una gira promocional de cinco fechas con músicos invitados (incluyendo a Daniel Gish, reincorporado a la formación como músico invitado en lugar de integrante de la banda). Durante los conciertos de la gira la banda proyectó la película animada de los Hermanos Bolex The Secret Adventures of Tom Thumb en lugar de usar un espectáculo de apoyo. Hex fue lanzado el 14 de febrero de 1994. Fue licenciado a Circa Records (una división de Virgin Records) y lanzado en todo el mundo a través de EMI. En los Estados Unidos, el álbum fue lanzado en Caroline Records.
Cuando el crítico musical británico Simon Reynolds reseñó el álbum en el número de marzo de 1994 de la revista Mojo, utilizó el término "post-rock" para describir el enfoque musical de la banda. Más tarde ampliaría la idea en el número de mayo de 1994 de The Wire. Aunque este no fue el primer uso del término, fue el ejemplo que llevó el concepto de "post-rock" al gran público hasta el punto de ser un término capaz de definir estilísticamente la crítica y el discurso de la música durante la década de 1990. Esta revisión (y la discusión posterior que inspiró) aseguraron que Bark Psychosis fuera una de las primeras bandas reconocidas como artistas de post-rock. Aunque Hex no fue un éxito comercial en ese momento, ha continuado vendiéndose de forma sostenida a lo largo de los años y conserva su reputación como álbum clave en los círculos de post-rock y rock experimental.

### El períodoBlue— mutación, desintegración y división (mediados de 1994)
Reducida al dúo formado por Sutton y Simnett, Bark Psychosis grabó el EP Blue en mayo de 1994, promocionado con la consiguiente gira por el Reino Unido, también con Gish. La canción del título era, en comparación, bastante más optimista que las composiciones de Hex (y aparentemente terapéutica para Sutton, quien supuestamente estaba superando el final de una "relación personal tormentosa" en ese momento). Blue estaba muy influenciado por la música dance, sonando más próximo a un sencillo pop de New Order que al post-rock de los lanzamientos anteriores. El EP también contó con una remezcla de Rudi Tambala de la pista de Hex "Big Shot" y (de forma confusa) con una pista recién grabada llamada "Hex", con tres minutos y medio de texturas de ruido ensordecedoras que finalmente se disolvían en teclados ambientales y trompeta, también grabado en la Iglesia de San Juan. El EP se mezcló en Metropolis Studios en el oeste de Londres.
Blue reveló de forma evidente el interés de Sutton por los ritmos programados y secuenciados. Durante esta etapa le pedía a Simnett que replicara los breakbeats del jungle a toda velocidad en su kit de batería. Bark Psychosis actuó en el Festival de Britronica en abril de 1994 en Moscú junto a Seefeel, Autechre, Ultramarine y Aphex Twin. Tras este concierto, un Simnett cada vez más relegado dejaría la banda. (Seis años más tarde Simnett reaparecería formando parte del grupo de post-rock instrumental Yellow6, tocando la batería en sus dos conciertos en directo en 2000 y posteriormente el bajo en otros cinco conciertos en 2001. También formaría parte del proyecto Incredible Expanding Mindfuck del líder de Porcupine Tree, Steven Wilson.)
Aunque Bark Psychosis nunca se separó formalmente, la salida de Simnett significaría el final de facto de la banda, ya que Sutton había perdido interés en el rock experimental y se había convertido completamente al drum and bass. En una entrevista de 2001, Sutton recordó: "Al final éramos Mark y yo tocando los tambores y un bonito grupo de personas diferentes de las que echar mano. El último par de tours que hicimos en el 94 me encantó. Pero en ese momento supe que quería probar otra cosa". Posteriormente, durante el verano, Sutton se reuniría con Daniel Gish para grabar algunas pistas nuevas de estilo ambient y drum and bass, que interpretarían en el Festival Phoenix de 1994 en Stratford-upon-Avon. Aunque la actuación del dúo fue firmada bajo el nombre de Bark Psychosis (técnicamente, la última aparición de la banda en diez años), fue en efecto el debut de un nuevo proyecto que solo estaba ligeramente relacionado con la música de Bark Psychosis.
Hacia el final de 1994 3rd Stone lanzó un álbum recopilatorio póstumo de Bark Psychosis llamado Independency. Este reunía los primeros sencillos y EP de la banda en Cheree y 3rd Stone, incluyendo la versión íntegra de Scum. En 1997 3rd Stone lanzó un segundo álbum recopilatorio llamado Game Over, que combinaba las primeras pistas (tal y como habían sido grabadas anteriormente en Independency) con el sencillo Blue y varias pistas de Hex (incluyendo la salida del estudio "Murder City"). También contenía una rara versión de la canción de Wire "Three Girl Rhumba" (del álbum tributo a Wire, Whore). Game Over no fue reconocido por la banda como álbum propio.

### Después de la separación – Boymerang, .O.rang, y Sutton como productor (1994–2003)
Después de su actuación en el Phoenix Festival, Sutton y Gish llamaro a su nuevo proyecto de drum and bass Boymerang. Las nuevas canciones estrenadas en Phoenix fueron parte de un EP (el primer lanzamiento de The Leaf Label), tras el cual Gish dejó el proyecto. Después de su partida de Boymerang, Daniel Gish desapareció en el mundo de la música de baile para trabajar en varios subgéneros conocidos como "dark garage", "dream house", y "night music": se desconoce su paradero actual. Ya solo con Sutton, Boymerang lanzó varios EP más y un álbum (Balance Of The Force, 1997). Algunos músicos del universo Bark Psychosis, sobre todo el trompetista Del Crabtree, contribuyeron en algunos temas.
Sutton también se convirtió en un colaborador importante de .O.rang, la banda experimental formada por los exmiembros de Talk Talk Lee Harris y Paul Webb. Contribuyó con instrumentación y programación en los álbumes Herd of Instinct y Fields And Waves, así como en el EP Spoor; y remezcló el tema P53 para lanzarlo como sencillo.
Paralelamente a (y a continuación de) sus actividades con Boymerang y . O.rang, Graham Sutton se hizo un nombre como productor discográfico. Ha producido álbumes de Jarvis Cocker, Delays, Snowpony, The Veils, Coldharbourstores, British Sea Power, Pellumair y Anjali Bhatia (ex-Voodoo Queens), además de las primeras grabaciones de The $urplu$ (la banda con David Callahan de Moonshake y The Wolfhounds). También ha producido mezclas individuales y remixes para artistas como Metallica, Goldie, Brakes, Mansun, Stephen Simmonds, Mandalay, Ed Rush, Collapsed Lung, Ultramarine y Wagon Christ.

### Bark Psychosis, segunda parte (2004-presente)
Después de un paréntesis de diez años, Sutton relanzó formalmente Bark Psychosis en 2004 y reveló que, de hecho, había estado grabando nuevos temas desde 1999 con varios colaboradores. El proyecto era ahora, en efecto, un proyecto en solitario de Graham Sutton en todo menos en el nombre, con Sutton tocando la mayor parte de los instrumentos él mismo. El exbaterista de la banda Mark Simnett estuvo presente, pero solo en forma de pistas de batería grabadas sin especificar. Los colaboradores más destacados de Sutton eran ahora Colin Bradley (más conocido como el guitarrista de Dual) y el antiguo baterista de Talk Talk y .O.rang Lee Harris. Otros colaboradores del proyecto fueron Anja Buechele (la cantante de The $urplu$), el bajista David Panos, la multinstrumentista neozelandesa Rachel Dreyer (piano, voz, flauta de madera), Shaun Hyder (Tamboura Sindhi), Alice Kemp (guitarra frotada) y T.J. Mackenzie (trompeta). Una de las indicaciones más claras de que el proyecto había cambiado era que Sutton compartía el papel de cantante principal con otros: Buechele y Dreyer hicieron gran parte de las voces, a veces incluso cantando canciones enteras. Por el contrario, un vínculo con el pasado vino de Beresford que contribuyó con el vibráfono, retomando su papel en Hex.
La revitalizada Bark Psychosis lanzó un nuevo álbum, ///Codename: Dustsucker en Fire Records en 2004 (acompañado por un nuevo sencillo llamado "The Black Meat"). ///Codename: Dustsucker reveló que Bark Psychosis ya no estaba encorsetada por las limitaciones formales de una banda de rock o de un proyecto de música dance, como podría esperarse. A diferencia del planteamiento más consistente de Hex (que desarrolló las influencias e ideas de la banda en torno a una sección rítmica fija y a la instrumentación melódica, y que sonaba como el trabajo en directo de una banda aislada con invitados), Dustsucker era una colección diversa, incluso en expansión, de ideas musicales. Sutton estaba explorando la instrumentación separada pista a pista, con el enfoque "marca" Bark Psychosis sobre la dinámica y la atmósfera que sirve como enlace con la identidad del proyecto. Aunque varias piezas presentaban ingredientes habituales de Bark Psychosis (como la acción conjunta del trémolo de la guitarra eléctrica Sutton con los teclados mínimos), otras se basaban en el rasgueo de la guitarra acústica y se parecían a la música folk o a algunos de los trabajos psicodélicos pre-"Scum" de la banda, mientras que otros tenían elementos de cool jazz, sonidos clásicos indios, o, como en el caso de "Shapeshifting", una fascinación post-Boymerang con las posibilidades de ritmo y ruido extendidos.
En lugar de hacer nuevas reediciones de los álbumes Independency y Game Over, 3rd Stone Ltd ya había planeado, aparentemente, lanzar un nuevo recopilatorio (Replay) con material ya publicado, temas eliminados y grabaciones inéditas en directo. Accidental o planeado, Replay fue lanzado casi al mismo tiempo que ///Codename: Dustsucker. Al igual que sucedió con Game Over, el lanzamiento no contó con el respaldo de la banda.
En mayo de 2005 Bark Psychosis lanzó el EP 400 Winters. Esto contó con tres canciones del álbum Dustsucker "deconstruidas y reensambladas" por Colin Bradley.

### Actividad actual
Ha habido poca actividad pública de Bark Psychosis desde 2005, principalmente debido a que Sutton se ha concentrado en su trabajo como productor.
El 14 de febrero de 2008 el tema Pendulum Man apareció en la película de Adam Brooks Definitely Maybe (Universal International Pictures), canción que también apareció en la banda sonora de un documental israelí sobre Bryan Adams, y en una dramatización israelí de Oliver Twist.
En julio de 2017 se anunció que el álbum debut de Bark Psychosis Hex sería reeditado en vinilo y CD en Fire Records.

## Miembros

### Miembros actuales
- Graham Sutton – voz, samples, guitarra, piano, melódica, órgano Hammond, bajo, sintetizador, programación (1986–presente)

### Antiguos miembros
- John Ling — bajo, samples, percusión (1986–1993)
- Mark Simnett — batería, percussion (1988–1994)
- Rashied Garrison — guitarra (1988)
- Sue Page — voz adicional (1989–1990)
- Daniel Gish — teclados, piano, órgano Hammond (1991–1994)

### Colaboradores e invitados
- Neil Aldridge — percusión
- Pete Beresford — vibráfono
- Colin Bradley — guitarra
- Phil Brown — flauta
- Anja Buechele — voz
- Del Crabtree — trompeta
- Rachel Dreyer — piano, voz, flauta de madera
- Duke String Quartet
- Lee Harris — batería
- Shaun Hyder — tambura Shindi
- Alice Kemp — guitarra frotada
- T.J. Mackenzie — trompeta
- David Panos — bajo
- Dave Ross — percusión
- Luke McEvoy – voz

## Curiosidades
- El nombre de la canción Hex "Pendulum Man" se deriva del apodo de Sutton durante las sesiones del álbum ("Mi estado de ánimo oscilaba como mierda, yendo de un extremo a otro.)"[3]
- Durante la grabación de ///Codename: Dustsucker, Graham Sutton filtró intencionalmente partes del álbum a varias redes de intercambio de archivos peer-to-peer.
- Sue Page (co-cantante de Bark Psychosis en los primeros sencillos de Cheree) ha contribuido haciendo la voz en off para el juego de aventura de misterio Scratches (bajo su nombre de casada de Sue Anderson).[4]

## Discografía

### Álbumes
- Hex (1994)
- ///Codename: Dustsucker (2004)

### EP y sencillos
- Clawhammer (1988)
- All Different Things (1989)
- Nothing Feels (1990)
- Manman (1991)
- Scum (1992)
- Hexcerpts (1993) promocional
- A Street Scene (1994)
- Blue EP (1994)
- The Black Meat (2004)
- 400 Winters EP (2005)

### Recopilatorios
- Independency (1994) – recoge todos los temas aparecidos en EP desde 1988 hasta 1992
- Game Over (1997) – recoge temas de Hex y EP anteriores, además de varias rarezas y tomas descartadas
- Replay (2004) – lanzamiento similar a Game Over

### Apariciones en álbumes recopilatorios junto a otros artistas
Bark Psychosis
- My Cheree Amour, Cheree, 1992/3
- Signed Sealed & Delivered 1, Virgin, 1991
- World On Edge 2, EMI, 1994
- A Brief History Of Ambient 3, Virgin, 1994
- A Brief History Of Ambient 4, Virgin, 1995
- Ambient Extractions 1, C&S, 1995
- A Taste Of Third Stone 1, Third Stone, 1996
- The Big Chill: Eyelid Movies, Global Headz, 1996
- Whore (Wire Tribute), WMO, 1996
- Sessions Magazine, 1997
- A Taste Of Third Stone 2, Third Stone, 1997
- Ambient Journeys, Virgin, 1997

Boymerang
- Ambient Extractions 2, C&S, 1996
- Classic Plant, Leaf Label, 1998
- Classic Plant 2, Leaf Label
- Derailed Presents Fall Out, Derailed, 1996/8
- Check The Water, Leaf Label, 2005